# Magdalena Augusta d’Anhalt-Zerbst
Magdalena Augusta d'Anhalt-Zerbst en alemany Magdalena Augusta von Anhalt-Zerbst (Zerbst, Alemanya, 23 d'octubre de 1679 - Altenburg, 11 d'octubre de 1740) fou duquessa consort de Saxònia. Era filla del príncep Carles Guillem d'Anhalt-Zerbst (1652-1718) i de Sofia de Saxònia-Weinssenfels (1654-1724). Va néixer, doncs, com a princesa d'Anhalt-Zerbst, i per raó del seu matrimoni va esdevenir duquessa de Saxònia-Gotha-Altenburg.

## Matrimoni i fills
El 17 de juny de 1696 es va casar amb el duc Frederic II de Saxònia-Gotha-Altenburg (1676-1732), fill del duc Frederic I (1646-1691) i de Magdalena Sibil·la de Saxònia-Weissenfels (1648-1681). El matrimoni va tenir dinou fills: 
- Sofia (1697-1703)
- Frederic III (1699-1772), casat amb Lluïsa Dorotea de Saxònia-Meiningen (1710-1767).
- Fill nascut mort el 1700
- Guillem (1701-1771), casat amb Anna de Schleswig-Holstein-Gottorp (1709-1758).

- Carles Frederic (1702-1703)
- Una filla nascuda morta el 1703
- Joan August (1704-1767) casat amb Lluïsa de Reuss-Schleiz (1726-1773), vídua del seu germà Cristià Guillem.
- Cristià nascut i mort el 1705.
- Cristià Guillem (1706-1748) casat amb Lluïsa de Reuss-Schleiz (1726-1773).
- Lluís Ernest (1707-1763)
- Emmanuel (1709-1710)
- Maurici (1711-1777)
- Sofia, nascuda i morta el 1712.
- Carles (1714-1715)
- Frederica (1715-1775), casada amb Joan Adolf II de Saxònia-Weissenfels (1685-1746).
- Una filla nascuda morta el 1716
- Magdalena, nascuda i morta el 1718.
- Augusta (1719-1772), casada amb el príncep Frederic de Gal·les, fill de Jordi II de la Gran Bretanya
- Joan Adolf (1721-1799)